# Kaithoon
Kaithoon é uma cidade e um município no distrito de Kota, no estado indiano de Rajastão.

## Demografia
Segundo o censo de 2001, Kaithoon tinha uma população de 20,362 habitantes. Os indivíduos do sexo masculino constituem 52% da população e os do sexo feminino 48%. Kaithoon tem uma taxa de literacia de 62%, superior à média nacional de 59.5%: a literacia no sexo masculino é de 73% e no sexo feminino é de 51%. Em Kaithoon, 17% da população está abaixo dos 6 anos de idade.